# Корепанов, Александр Германович
Алекса́ндр Ге́рманович Коре́панов (род. 23 апреля 1951, Ижевск, УАССР, СССР) — советский и российский композитор, преподаватель музыки. Заслуженный деятель искусств Удмуртской Республики (1994), лауреат Государственной премии Удмуртской Республики (1994), лауреат Международного конкурса композиторов (2002). Член Союза композиторов СССР и России (1978). Председатель Союза композиторов Удмуртии (1999—2014). Соавтор мелодии гимна Удмуртской Республики.

## Биография
Александр Германович Корепанов родился 23 апреля 1951 года в Ижевске в семье удмуртского композитора Германа Афанасьевича Корепанова. По причине слабого здоровья мальчик не мог совмещать учёбу в двух школах (общеобразовательной и музыкальной), поэтому начальное музыкальное образование получил в домашних условиях; нотную грамоту усвоил при переписывании вместе с членами семьи оркестровых партий Первой симфонии Германа Афанасьевича. По окончании средней школы № 40 Ижевска поступил в музыкальное училище (ныне Республиканский музыкальный колледж), где учился на дирижёрско-хоровом, а после второго курса — на теоретическом отделениях; здесь же занялся сочинением своей собственной музыки.
В 1971 году поступил на теоретико-композиторский факультет Казанской консерватории в класс композиции Алмаза Закировича Монасыпова. В 1972 году после ухода последнего из консерватории был переведён в класс композиции профессора Анатолия Борисовича Луппова, у которого в 1976 году и окончил учебное заведение — дипломной работой молодого композитора стали 8 багателей для фортепиано, фортепианный квинтет и Симфоническое скерцо.
По окончании консерватории вернулся в Ижевск и в течение 25 лет преподавал теорию, сольфеджио, гармонию, музыкальную литературу, музыкальную форму, инструментоведение и инструментовку, полифонию и композицию на теоретическом отделении музыкального училища.
В 1978 году был принят в Союз композиторов СССР. В это же время приступил к работе по целому ряду направлений: сочинение собственных произведений и совместная работа с отцом, пропаганда творчества композиторов Удмуртии, проведение концертов и фестивалей.
В 1992 году принял участие в конкурсе на создание Государственного гимна Удмуртской Республики. В качестве музыкальной темы композитор выбрал мелодию песни «Родная Кама-река» (удм. Родной Кам шурмы), написанной в 1952 году его отцом. Эта композиция 4 ноября 1993 года была официально утверждена в качестве удмуртского гимна, а сам Александр Германович удостоен Государственной премии Удмуртской Республики.
С 1999 по 2014 годы руководил Союзом композиторов Удмуртской Республики.

## Творчество
Значительную часть сочинений Александра Германовича составляют произведения для фортепиано: от несложных пьес для начинающих пианистов до музыки концертного плана. В них ярко воплощает национальные образы, вызывающие программные и театрально-пластические ассоциации, что связано с творческим осмыслением традиций Сергея Прокофьева и Белы Бартока. В 1980-е и 1990-е годы постоянно обращается к жанру фортепианного ансамбля, практический явившись его первооткрывателем в удмуртской музыке. Создал ряд пьес, предназначенных для домры и фортепиано, существенно обогатив эту область национальной музыки. Важной вехой в творческом развитии композитора стало его обращение к крупным театральным жанрам.
Особое место в творчестве Александра Германовича занимают вариации произведений его отца. Так произошло, например, с Концертом для скрипки с оркестром Германа Афанасьевича, исполненного в новой редакции и оркестровке в Ижевске в 1999 году. Ряд произведений (в том числе опера «Мятеж») написан ими в соавторстве.

## Избранные произведения
| Сочинения для музыкального театра | Сочинения для музыкального театра                 |
| Год                               | Произведение                                      |
| --------------------------------- | ------------------------------------------------- |
| 1980                              | Опера «Мятеж» (в соавторстве с Г. А. Корепановым) |
| 1995                              | Балет «Соловей и роза» (по сказке О. Уайльда)     |

| Музыка к драматическим спектаклям | Музыка к драматическим спектаклям                                                           |
| Год                               | Произведение                                                                                |
| --------------------------------- | ------------------------------------------------------------------------------------------- |
| 1978                              | Музыка к спектаклю Удмуртского драмтеатра «Гудыри» (с удм. — «Гром»)                        |
| 1991                              | Музыка к спектаклю Русского драмтеатра Удмуртии «Похищение луковиц» (по пьесе М. К. Машаду) |
| 1996                              | Музыка к спектаклю Удмуртского драмтеатра «Италмас» (по поэме М. П .Петрова)                |
| 1996                              | Музыка к спектаклю Удмуртского драмтеатра «Лебедёвские лебеди» (по пьесе В. В. Морозова)    |

| Симфонические произведения | Симфонические произведения |
| Год                        | Произведение |
| -------------------------- | --- |
| 1976                       | Симфоническое скерцо |
| 1990                       | Концерт для фагота с оркестром |
| 1992                       | Большой вальс для симфонического оркестра |
| 1993                       | Государственный гимн Удмуртской Республики (вариация мелодии песни Г. А. Корепанова)                                                                        |
| 1996                       | Камерная симфония |
| 1997                       | Грустный вальс для струнного оркестра |
| 1998                       | Осенний вальс для струнного оркестра |
| 1999                       | Концерт для скрипки с оркестром (редакция и оркестровка концерта Г. А. Корепанова)                                                                          |
| 2000                       | Мелодия для трубы и симфонического оркестра (вольная транскрипция одноименной пьесы для скрипки и фортепиано Г. А. Корепанова)                              |
| 2000                       | Полька для симфонического оркестра (вольная транскрипция одноименной пьесы для фортепиано Г. А. Корепанова)                                                 |
| 2000                       | Симфоническое скерцо (2-я ред.) |
| 2006                       | Вальс-каприс для струнного оркестра |
| 2010                       | «На сопках Манчжурии» (сюита для трубы, домры, валторны, саксофона и струнного оркестра; памяти Г. А. Корепанова)                                           |
| 2011                       | «Удмуртия» (оркестровка для большого симфонического оркестра, солистов и хора песни Г. А. Корепанова для конкурса-фестиваля «Гимны родины в наших сердцах») |
| 2012                       | «Удмуртские мелодии» (инструментовка фортепианных пьес В. М. Блока для струнного оркестра)                                                                  |
| 2014                       | «Не забудем» (сюита для струнного оркестра из музыки Г. А. Корепанова)                                                                                      |
| 2014                       | Песни для струнного оркестра |
| 2016                       | «Озорники» (сюита для фортепиано в 4 руки и симфонического оркестра)                                                                                        |
| 2016                       | Камерная симфония (2-я ред.) |

| Произведения для духового оркестра | Произведения для духового оркестра                                                                                           |
| Год                                | Произведение |
| ---------------------------------- | --- |
| 1993                               | Скерцо для духового оркестра                                                                                                 |
| 1994                               | Мелодия для саксофона и духового оркестра (вольная транскрипция одноимённой пьесы для скрипки и фортепиано Г. А. Корепанова) |
| 1994                               | Полька для духового оркестра (вольная транскрипция одноимённой пьесы для фортепиано Г. А. Корепанова)                        |
| 1994                               | Первая сюита для духового оркестра в четырёх частях                                                                          |
| 1995                               | Вторая сюита для духового оркестра в трёх частях                                                                             |

## Семья
Отец Герман Афанасьевич — выдающийся удмуртский композитор, классик удмуртской музыки, заслуженный деятель искусств РСФСР и УАССР, лауреат Государственной премии УАССР, член Союза композиторов СССР. Мать Людмила  Николаевна — работница Ижевской студии телевидения, автор либретто оперы «Мятеж», написанной Германом Афанасьевичем и Александром Германовичем; награждена почётными грамотами Государственного комитета УАССР по телевидению и радио, Удмуртского облсовпрофа, Удмуртского обкома профсоюза работников культуры.
Дед по отцу Афанасий Фёдорович —  партийный работник, проректор учебной части Удмуртской высшей коммунистической сельскохозяйственной школы. Бабушка по отцу Варвара Матвеевна — работница дошкольного образования Ижевска; награждена грамотой Президиума Верховного Совета УАССР. Прадед по матери Капитон Леонтьевич Исаков — оружейник, за свои заслуги отмечен специальным наградным кафтаном.
Жена Тамара Ювенальевна — музыкант, преподаватель Республиканского музыкального колледжа, почётный работник среднего профессионального образования РФ, заслуженный работник народного образования УР. Дочери Людмила и Мария также занимаются музыкой.